# Bodo Ueberfeld
Bodo Ueberfeld (* 1940 in Liegnitz; † 2021 in Meerane) war ein deutscher Grafiker und Zahnarzt.

## Leben und  Wirken
Ueberfeld wurde 1940 in Niederschlesien geboren. 1945 siedelte die Familie nach Leipzig um. Dort besuchte Bodo Ueberfeld die Max-Klinger-Schule, studierte von 1958 bis 1963 an der Universität Leipzig Zahnmedizin und promovierte 1963. Nach dem Umzug nach Meerane war er dort von 1964 bis 2004 als Zahnarzt tätig. Ab 1971 begann eine intensive Auseinandersetzung mit grafischen Techniken. 1973 war er Mitbegründer der „Kleinen Galerie Meerane“ und dort bis 1976 aktiv. Ab 1991 setzte er sein künstlerisches Schaffen in einer eigenen Druckwerkstatt um.

## Werke in Stiftungen und digitalen Verzeichnissen
Das Gesamtwerk von Bodo Ueberfeld zeichnet sich durch einen experimentellen Umgang mit verschiedenen Techniken aus: Lithografie, Holzdrucke, Materialdrucke, Aquarelle, Fotografie – häufig kombiniert. Ein Schwerpunkt seines Schaffens ist jedoch die Lithografie und die Erweiterung des bildnerischen Ausdrucks durch handschriftliche Kerbungen mit eigenen Gedichten.
In einem Werkverzeichnis wurden 47 künstlerische Mappen und ca. 1000 Einzelarbeiten aufgenommen, die unterschiedliche thematische und technische Kategorien umfassen. Darüber hinaus liegen handgebundene Skizzenbücher, Sammelkartons mit Studien und Skizzen sowie ein autobiographischer Bestand von Tagebüchern vor, in denen auch auf gesellschaftspolitische Themen Bezug genommen wird.
Verschiedene Mappen und Einzelarbeiten befinden sich in der Kunstsammlung der Anita und Günter Lichtenstein Stiftung.

## Ausstellungen und Auszeichnungen
- 1978:	3. Preis „Zentrale Ausstellungen des künstlerischen Volkskunstschaffens der DDR“ Museum Theaterplatz, ehem. Karl-Marx-Stadt
- 1981:	„Kleine Galerie“ Meerane
- 1985:	Zentrale Grafikausstellung des Kunstschaffens der DDR
- 1987:	Galerie York Karl-Marx-Stadt (heute Chemnitz)
- 1990:	„Kleine Galerie“ Crimmitschau
- 1990:	Grafikkabinett Städtisches Museum Karl-Marx-Stadt (heute Chemnitz)
- 1992: Villa Aichele Lörrach
- 1997: Galerie Art-In Meerane
- 1999: Galerie Art-In Meerane (Gemeinschaftsausstellung)
- 2000: Art-Forum Burgstädt
- 2000: Kulturfabrik Neukirchen
- 2000: Museum- und Kunstsammlung Schloss Hinterglauchau
- 2000: Agricola Preis für Kunst und Wissenschaft der Kreisstadt Glauchau und Sparkasse Chemnitz
- 2005: Kreiskrankenhaus Altenburg
- 2006: Renaissanceschloss Ponitz[3]
- 2007: Art Gluchowe Glauchau[4]
- 2010: Galerie Tauscher Berlin
- 2014: Museum- und Kunstsammlung Schloss Hinterglauchau
- 2017: Galerie im Königlichen Kurhaus Bad Elster[5]
- 2018: Kulturgut Quellenhof Garbisdorf